# Andreas Stüve
Andreas Stüve (* 8. September 1969 in Bramsche) ist ein deutscher Volljurist und seit Januar 2023 Polizeipräsident der Polizei Essen und Mülheim an der Ruhr. 

## Werdegang
Stüve wuchs im Münsterland auf. Er ist verheiratet und lebt mit seiner Frau und den beiden Töchtern in Mettmann.
Nach dem Abitur am Fürstenberg-Gymnasium in Recke studierte er Rechtswissenschaften an der Westfälischen-Wilhelms-Universität in Münster. Während des Studiums verbrachte er zwei Semester an der Universität Paris-Nanterre.
Nach seinem Studium war er ab 1999 als Staatsanwalt bei der Staatsanwaltschaft Düsseldorf tätig. Seit 2011 war er Oberstaatsanwalt und Leiter der Abteilung für die Verfolgung Organisierter Kriminalität. 2020 wurde er Leiter der Zentral- und Ansprechstelle für die Verfolgung Organisierter Straftaten in Nordrhein-Westfalen (ZeOS NRW).
Im Dezember 2022 entschied die nordrhein-westfälische Landesregierung auf Vorschlag von Innenminister Herbert Reul, Andreas Stüve zum Polizeipräsidenten in Essen und Mülheim an der Ruhr zu ernennen. Stüve trat sein Amt im Januar 2023 an. Seine Behörde hat 2200 Beschäftigte und ist eines der größten Polizeipräsidien in Nordrhein-Westfalen.